# Atoomklok

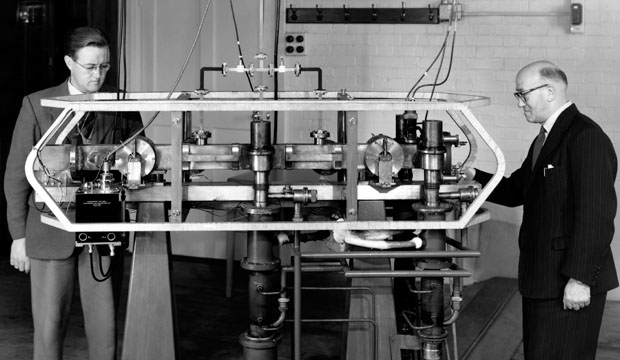
Louis Essen met atoomklok

Een atoomklok is een klok die als basis voor haar tijdmeting gebruikmaakt van de trillingen van atomen. De frequentie van deze trillingen is zodanig constant en onafhankelijk van de omgeving, dat de afwijking van een atoomklok veelal slechts ongeveer 1 seconde per 5 miljard jaar bedraagt (ofwel: de onnauwkeurigheid bedraagt 6 × 10−18).
De meestgebruikte atoomklok is gebaseerd op het scheikundig element cesium. Dat is niet verwonderlijk, want de seconde is gedefinieerd aan de hand van dit element. Sommige atoomklokken gebruiken andere elementen, zoals rubidium of waterstof. Waterstofmasers hebben een hoge korte-termijnstabiliteit in vergelijking met atoomklokken die zijn gebaseerd op cesium.

## Algemeen
De eerste atoomklok op basis van cesium werd in 1955 ontwikkeld door de Britse natuurkundige Louis Essen van het National Physical Laboratory in Teddington (nabij Londen). De ontwikkeling van de atoomklok luidde het einde van het gebruik van de astronomische tijd als internationale tijdschaal in. De frequentie van een atoomklok op basis van cesium bleek namelijk constanter dan de rotatie van de aarde zelf.
Na overleg door regeringen van alle landen in de wereld werd in 1967 besloten de definitie van de seconde te veranderen. Sindsdien is in het SI-stelsel (Internationale Systeem van Eenheden) de seconde gedefinieerd als 9 192 631 770 cycli van de straling die hoort bij de overgang tussen twee energieniveaus van cesium-133. Op 1 januari 1972 werd een nieuwe tijdschaal, op basis van de atoomklok, ingevoerd: de temps atomique international (TAI). Deze schaal wordt geadministreerd door het Bureau international des poids et mesures (BIPM) en is gebaseerd op een gemiddelde van ca. 200 atoomklokken die zich voornamelijk bevinden in de metrologische instituten van deelnemende landen. Het Van Swinden Laboratorium in Delft levert de gegevens aan het BIPM voor Nederland, de Koninklijke Sterrenwacht (KSB) in Brussel doet hetzelfde voor België.
Met de introductie van de zogenaamde cesium-fonteinatoomklok door het SYRTE-laboratorium van de Parijse sterrenwacht in 1995 is de nauwkeurigheid en stabiliteit van atoomklokken aanzienlijk verbeterd. De cesium-fonteinatoomklokken (met een onnauwkeurigheid van 10−15 of beter) van een aantal metrologische instituten, zoals NIST (VS), PTB (Duitsland), NPL (VK) en het al genoemde SYRTE (Frankrijk), fungeren als primaire referentiestandaard en zorgen voor een nauwkeurige kalibratie van de TAI-schaal. TAI vormt op haar beurt de basis voor UTC, de wereldwijde tijdstandaard. Het is een uitdaging voor wetenschappers om nog nauwkeurigere atoomklokken te ontwikkelen. Dit gebeurt echter niet op basis van cesium, maar op basis van andere atomen, zoals strontium en ytterbium.
Op 18 februari 2010 maakten wetenschappers van het Amerikaanse National Institute of Standards and Technology (NIST) bekend dat zij de tot dan toe nauwkeurigste atoomklok ooit hadden ontwikkeld. Deze heeft een afwijking van minder dan 1 seconde per 3,7 miljard jaar, ofwel een onnauwkeurigheid van circa 8 × 10−18. Deze klok is gebaseerd op het element aluminium.

## Werking
Met behulp van een kwarts-oscillator worden radiogolven opgewekt met een frequentie dicht in de buurt van de frequentie van het atoom. Deze golven worden door de atomen geleid. Wanneer de frequentie van de radiogolf nauwkeurig overeenkomt met de frequentie van het atoom, treedt demping op van de radiogolven. Door nu de frequentie van de radiogolf in een kleine mate te moduleren zal telkens wanneer de frequentie van het atoom wordt gekruist een dip optreden. De frequentie van de kwartsoscillator wordt nu zodanig bijgestuurd dat deze dip in het midden van de frequentiezwaai komt te liggen. De frequentie van deze kwartsoscillator is dan vergrendeld aan die van het atoom.

## Toepassingen
Een veel gebruikte toepassing van atoomklokken is het gps-systeem. Iedere gps-satelliet heeft drie of vier atoomklokken aan boord die tot op enkele nanosecondes nauwkeurig de tijd bijhouden. Deze tijd en de exacte positie van de satelliet worden meegezonden met het gps-signaal. Uit deze gegevens en uit de looptijd van het signaal kan met vier satellieten de exacte positie in drie dimensies en de tijd van de ontvanger worden herleid. Een andere toepassing van de atoomklok is een tijdseinzender, zoals DCF77 (in Mainhausen bij Frankfurt am Main in Duitsland, beheerd door PTB) die in grote delen van Europa veel wordt gebruikt voor het synchroniseren van radiografische klokken, wekkers, horloges, stationsklokken, verkeerslichten, schakelaars enz. In de telecommunicatie worden atoomklokken of hun afgeleide, zoals gps, gebruikt als stabiele frequentiebron voor de synchronisatie van netwerken. NTP, het Network Time Protocol, is hiervan een voorbeeld in computernetwerken.